# Repostero de plata
Los reposteros de plata eran servidores del palacio real español encargados de la vajilla y otras piezas de plata.
Toda la plata estaba a cargo del camarero, el cual, con cédula del príncipe, se la entregaba al repostero. Esta tenía que estar ordinariamente en el aparador y se tomaba carta de pago de la entrega en la misma cédula, declarando las piezas cogidas y su peso. Esta misma diligencia se hacía con la plata de la botillería y con la plata ordinaria de la capilla pero las otras piezas ricas y festivales, tanto de la capilla como de los aparadores y botillería, estaban en la cámara y de allí se daban cuando convenía y allí las devolvían los que las habían cogido. 
Andaban en el servicio del aparador de plata tres o cuatro mozos de plata para limpiarla, traerla y llevarla. Y de éstos, dos estaban cerca del aparador con un caldero de agua caliente y otro de agua fría de modo que uno lavaba los platos y escudillas que se engrasaban y convenía lavar y el otro con un paño limpio los enjugaba y los daba al teniente de repostero que los ponía en el aparador. Aquellos mozos de plata la llevaban y traían desde la posada del teniente de la plata a palacio y desde palacio la devolvían a su sitio después del servicio. Se les daban tantas velas de cera como era necesario para los candeleros que ardían en el aparador estando delante del mismo en un candelero grande y ardiendo siempre un hacha, la cual llevaban o traían cuando era de noche. Y tras devolver los cabos de las hachas al cerero, les daba otras hachas nuevas para la plata.
Lo que sobraba de todos los manjares y de cuanto se servía en el aparador para el amo, se entregaba a los reposteros de plata por derecho propio. Durante la comida, andaba el repostero de plata del aparador a la mesa de la persona real y de la mesa al aparador con diligencia y tacto, sin demasiado fervor, ejercitando su oficio y proveyendo lo que convenía teniendo precaución en dar los primeros platos en el orden en que se habían de llevar a la mesa tras el maestresala. 
Cuando se necesitaban manteles, pañuelos, toallas, paños de aparador y de plata, se sacaban de la cámara, ante el escribano de la misma y se le hacía cargo de cuanto recibía al repostero. Éste daba conocimiento de lo que le daban y lo firmaba en el libro de la cámara ordinario que tenía el mozo de cámara de las llaves quien lo entregaba al repostero. Los manteles, pañizuelos, toallas y paños de aparador que ya no servían, se entregaban a los reposteros de plata.